# Marko Stamm
Marko Stamm (* 30. August 1988 in Berlin) ist ein deutscher Wasserballspieler. Er ist der Sohn von Hagen Stamm. 
Nachdem Marko Stamm und 2008 mit den Wasserfreunden Spandau 04 das Double aus Meisterschaft und Pokal gewonnen hatte, benannte ihn der Bundestrainer – sein Vater – als Ersatzspieler für das Aufgebot für die Olympischen Spiele in Peking. Bei der ärztlichen Fitnessuntersuchung wurde bei Steffen Dierolf eine schwere Herzerkrankung festgestellt. Für ihn rückte Stamm in das Olympiaaufgebot nach. 
Stamm ist 1,84 m groß und Konterspieler. Er gehört der Sportfördergruppe der Bundeswehr an.